# مرسيدس بنز دبليو 02
مرسيدس بنز دبليو 02  (بالإنجليزية: Mercedes-Benz W02)‏ هي سيارة من صناعة دايملر بنز أنتجت في 1926.